# Las cosas que defenderé
Las cosas que defenderé es el cuarto disco de Nek en español. De este disco se desprende el primer sencillo a dúo con Laura Pausini llamado "Tan Solo Tu". El siguiente sencillo fue "Hablemos en Pasado" y el último de este disco fue "Cielo y Tierra", de la cual también hizo una versión junto al cantante Dante Thomas. Este disco es el más maduro, según él.

## Canciones
1. "Las cosas que defenderé": Nek (música), Cheope (letra)- 3:50
2. "Tan solo tú (Con Laura Pausini)": Nek (música), Cheope (letra) - 3:14
3. "Hablemos en pasado": Daniel (música), Cheope (letra) - 3:31
4. "Cuando tu no estás": Nek - Daniel (música), Cheope (letra) - 3:39
5. "Hazme amarte": Nek - Dado Parisini (música), A. De Sanctis - Cheope (letra) - 4:12
6. "Cielo y tierra": Nek (música), Cheope (letra) - 3:57
7. "Todo de ti": Nek (música y letra) - 3:51
8. "Laberinto": Nek (música), Cheope (letra) - 4:01
9. "Mi naturaleza": Nek (música), Cheope (letra) - 3:56
10. "La consecuencia": Nek - Daniel (música), Cheope (letra) - 3:49
11. "Cielo y tierra": Nek (música), Cheope (letra), A. Roman (letra en inglés) - 3:57

- Datos: Q5971010